# Raoul Coutard
Raoul Coutard (París, 16 de septiembre de 1924 - Labenne, 8 de noviembre de 2016) fue un director de fotografía francés, exponente de la fotografía de la Nouvelle vague. 

## Trayectoria
Después de trabajar como fotógrafo de guerra en la Guerra de Indochina, a finales de los años 1950 comenzó a trabajar en el cine como director de fotografía, en el equipo de Jean-Luc Godard, del que se hizo amigo y socio. Colaboró en numerosas películas de Godard y también trabajó junto a François Truffaut. Inmerso en el mundo del cine, experimentó y trabajó en otras ocupaciones como realizador, dirigiendo tres largometrajes: Hoa binh (1970), con guion propio y con la que ganó el Premio Jean Vigo; Operation Leopard (1980) y S.A.S. à San Salvador (1983). También actuó en dos películas, como El desprecio en 1963, junto a Brigitte Bardot, y en Z en 1969, película en la que también dirigió la fotografía.
Su principal legado se da en las películas: À bout de souffle, cuando lanzó una nueva técnica de cámara en mano que acercó la película a la ficción y la atmósfera de un atestado policial; y en El desprecio (en la que también actuó), considerada por muchos una obra maestra de la fotografía. 